# جويل فيلتمان
جويل إفو فيلتمان (بالهولندية: Joël Ivo Veltman) (ولد في 15 يناير 1992 في فيلسن) لاعب كرة قدم دولي هولندي يلعب حاليا لصالح نادي أياكس أمستردام في مركز قلب الدفاع منذ 2001.